# Cláusula pétrea
Cláusulas pétreas são limitações materiais ao poder de reforma da constituição de um Estado. Desta maneira, são dispositivos que apenas podem ser alterados para melhor, por meio de emenda constitucional (no Brasil, PEC). Cláusulas pétreas existem nas constituições da República Checa, da Alemanha, da Turquia, da Grécia, da Itália, do Brasil, da Noruega, do Marrocos e do Irã.
A existência de cláusulas pétreas ou limitações materiais implícitas é motivo de controvérsia na literatura jurídica. Tem-se que demandam interpretação estrita, pois constituem ressalvas ao instrumento normal de atualização da Constituição (as emendas constitucionais).
Não são admitidas cláusulas pétreas fora do texto constitucional.

## Brasil
As cláusulas pétreas inseridas na Constituição da República Federativa do Brasil de 1988 são áreas temáticas do texto constitucional que não podem ser emendadas e se encontram dispostas em seu artigo 60, § 4.º. São elas:
- A forma federativa de Estado;
- O voto direto, secreto, universal e periódico;
- A separação dos Poderes: Legislativo, Executivo e Judiciário;
- Os direitos e garantias individuais.

Existem outras cláusulas implícitas que não podem ser emendadas, em sua maioria porque são dependentes dos assuntos acima.

## Portugal
Na Constituição da República Portuguesa de 1976, as cláusulas pétreas estão listadas, no artigo 288.º, como limites materiais de revisão:
- A independência nacional e a unidade do Estado;
- A forma republicana de governo;
- A separação das Igrejas do Estado;
- Os direitos, liberdades e garantias dos cidadãos;
- Os direitos dos trabalhadores, das comissões de trabalhadores e das associações sindicais;
- A coexistência do sector público, do sector privado e do sector cooperativo e social de propriedade dos meios de produção;
- A existência de planos económicos no âmbito de uma economia mista;
- O sufrágio universal, directo, secreto e periódico na designação dos titulares electivos dos órgãos de soberania, das regiões autónomas e do poder local, bem como o sistema de representação proporcional;
- O pluralismo de expressão e organização política, incluindo partidos políticos, e o direito de oposição democrática;
- A separação e a interdependência dos órgãos de soberania;
- A fiscalização da constitucionalidade por acção ou por omissão de normas jurídicas;
- A independência dos tribunais;
- A autonomia das autarquias locais;
- A autonomia político-administrativa dos arquipélagos dos Açores e da Madeira.

Deve no entanto ser notado que nada impede, pelo menos formalmente, a alteração do artigo 288.º numa futura revisão constitucional.

## Direito comparado
No sistema constitucional dos EUA, as cláusulas pétreas encontram equivalente parcial na doutrina das entrenchment clauses, que abrangem, entretanto, não apenas matérias de alteração completamente vedada por emenda, mas também matérias cuja alteração é especialmente dificultosa mas não impossível. Como exemplo de entrenchment clause, pode-se mencionar a Supremacy Clause constante do artigo 6.º da Constituição dos EUA, que ao estabelecer que esta Constituição é a Supreme Law of the Land, dispõe que nenhuma parte da Constituição pode ser interpretada ou emendada seguindo entendimento diverso.